# Jacques Bellange

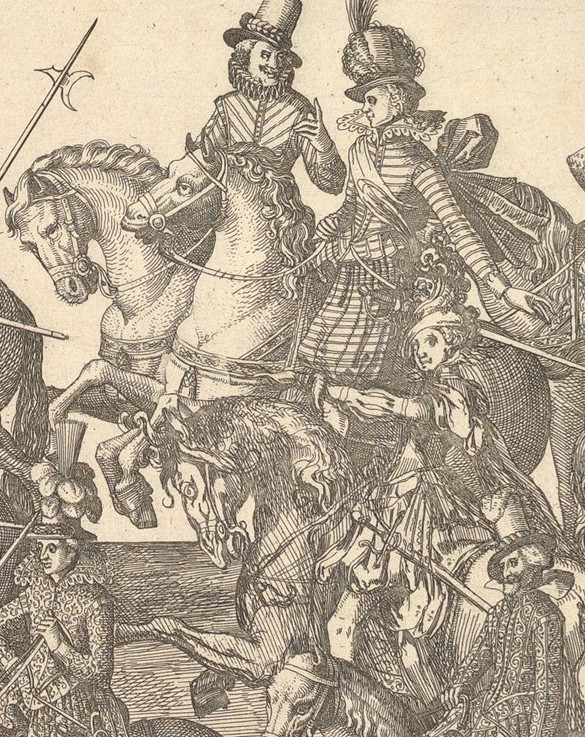
Posible autorretrato de Bellange, en el centro. Sección de la plancha para el Funeral de Carlos III de Lorena

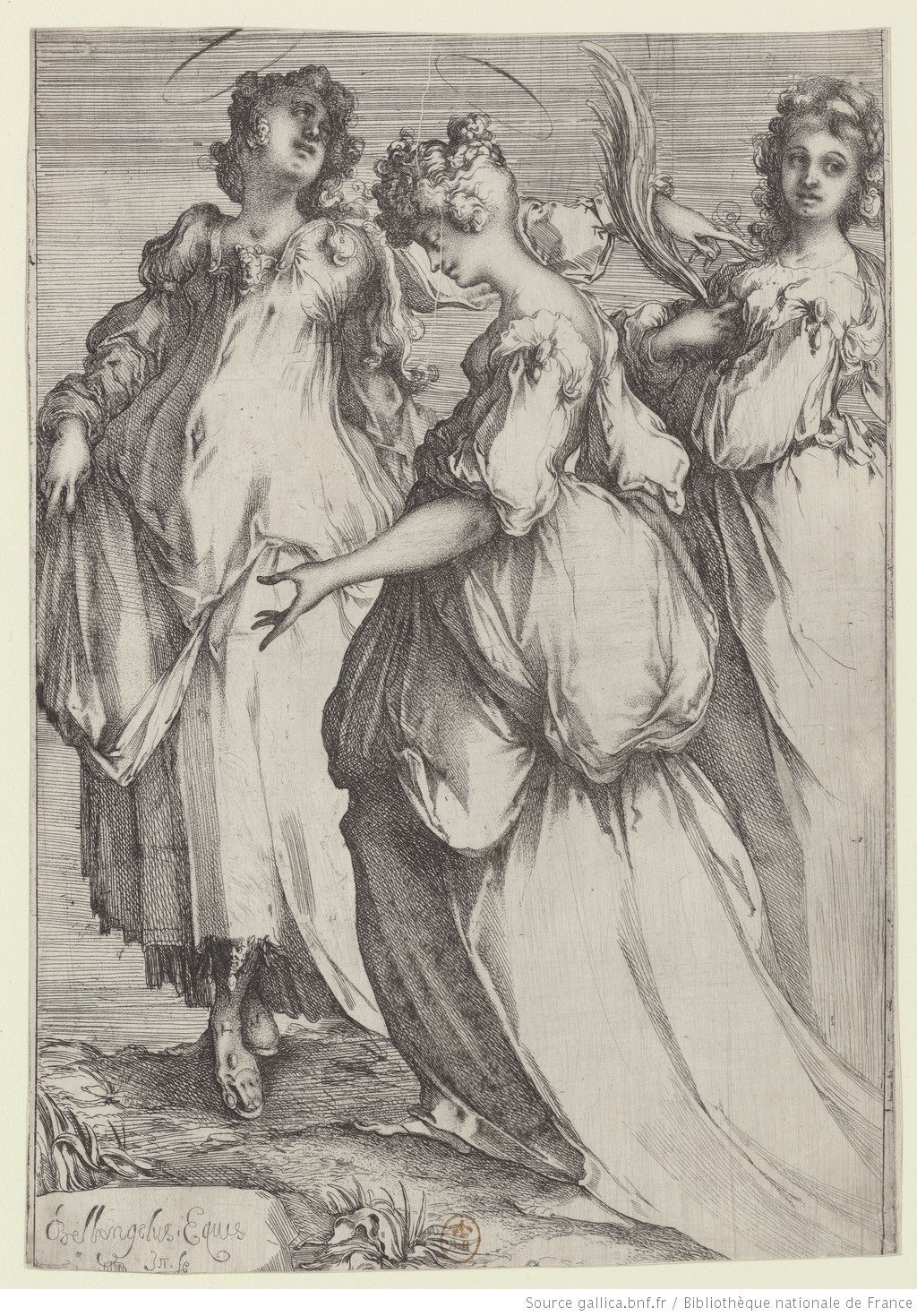
Las tres santas. Firmado: Bellangelus. Eques /In. fe.

Jacques Bellange (1575, lugar desconocido - 1616) fue un artista, grabador e impresor del Lorena, entonces independiente del reino de francés, pero actualmente forma parte de Francia, cuyos grabados, aguafuertes y algunos dibujos son sus únicas obras identificadas con seguridad en la actualidad. Está considerado entre los más sorprendentes viejos maestros grabadores del Manierismo nórdico, con un estilo muy particular y cuya temática en su mayoría es sobre hechos religiosos católicos.

Trabajó durante unos catorce años en la capital del ducado de Lorena, Nancy, como pintor de la corte de los dos Duques de Lorena, hasta su fallecimiento, cuando tenía unos cuarenta años.

La mayoría de sus grabados, por los que es más conocido, los llevó a cabo en los tres o cuatro años anteriores a su muerte. Ninguno de sus cuadros y pinturas en los muros han sido conocidos hasta la fecha, pero los grabados si han sido recogidos por coleccionistas desde poco después de su muerte, a pesar de que sus grabados o aguafuertes estaban fuera del apoyo de la crítica de esa época. En el siglo XX, su grabados comenzaron a ser muy apreciados, aunque su autor, Jacques Bellange, todavía no es un artista muy conocido. 

## Biografía
El lugar de nacimiento de Bellange no está totalmente aclarado según algunos autores ingleses, aunque en opinión de otros autores franceses nació en la zona de Bassigny, que podría ser "Bellange", en el sur del ducado cerca de la villa fortificada La Mothe, lugar donde aparece la primera evidencia documentada, datada en 1595. 
Esta ciudad fue completamente destruida por el ejército francés, durante el asedio para la conquista de Lorena y ya no existe.

Según Gaillemin, la falta de referencias sobre su familia y los favores que le concede la corte ducal, así como el uso del título de "caballero" en sus grabados, podrían indicar que fuese hijo ilegítimo de una persona importante de la corte.

Se registró en La Mothe en 1595 como residente "en la actualidad". Viajó hasta Nancy, donde tomó un aprendiz, deduciendo que debería tener al menos veinte años para poder hacerlo. Desde 1595 hasta 1602 no hay evidencias de su actividad, aunque la destrucción de La Mothe podría ser la razón de ese vacío documental. Algunos investigadores especulan con la posibilidad que viajara durante este periodo, como muestra de que la relación con Crispijn de Passe en Colonia le hubiera hecho desplazarse y visitar esa ciudad.

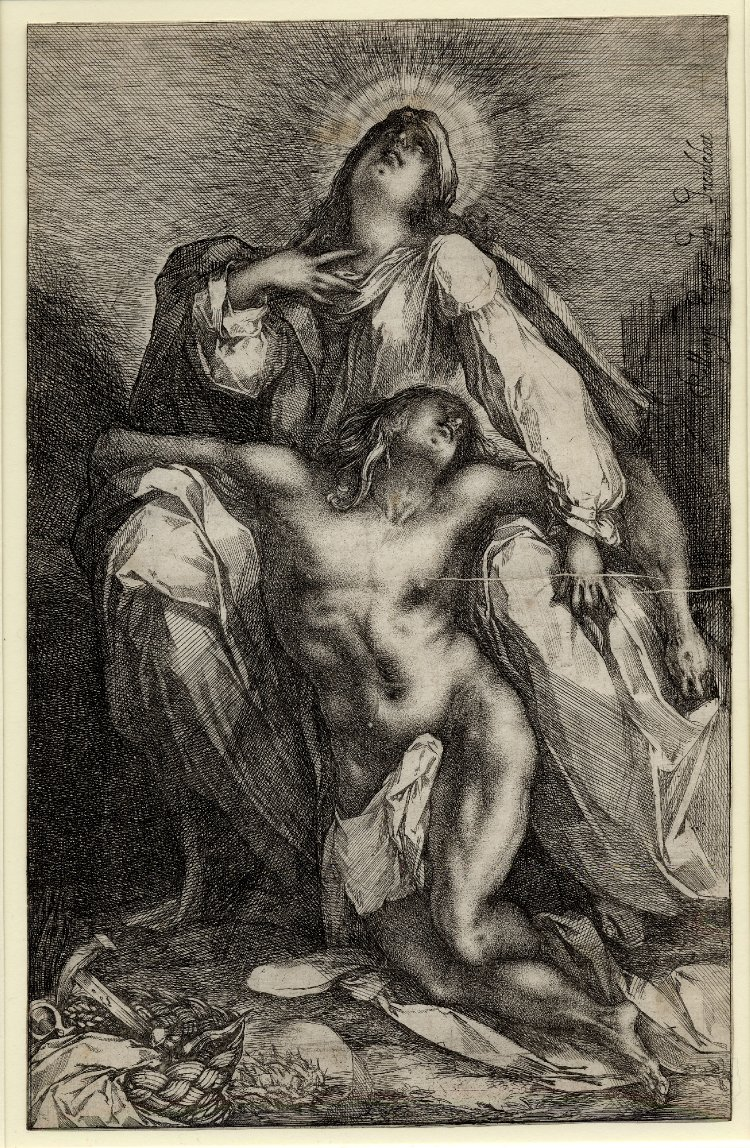
Piedad o Virgen sentada sosteniendo el cuerpo de Cristo, un grabado donde se puede apreciar el estilo de Bellange

En ocho de los aguafuertes de Bellange, su firma indica que es "caballero", pero parece claro que ese título no se lo otorgó el duque de Lorena. Es posible que lo hubiera adquirido durante este periodo como pintor en otra corte europea y volviera a Lorena con el prestigio de un artista con experiencia internacional.

En 1602 fue llamado al palacio ducal de Nancy para llevar a cabo la decoración de las habitaciones de Catherine de Bourbon, nuera del Duque Carlos III de Lorena. Es a partir de estos trabajos, que representan escenas de la historia clásica romana, que Jacques Bellange comenzó a ser contratado como pintor de la Corte, con un salario de 400 francos en 1603, cantidad que era el doble de los cobrado por otros pintores coetáneos de la Corte, siendo el segundo en el rango de los cinco pintores palaciegos, además del cargo de "valet" o ayudante de cámara. Recibirá diversos encargos de retratos y cuadros religiosos y será una persona habitual en los actos de la corte hasta 1616, año de su muerte.

Entre los trabajos que realizó está el encargo de restaurar y repintar las paredes de Galería de los Ciervos, en la que parece repitió las anteriores escenas de caza. Por este trabajo recibió 1200 francos, siendo la Galería el principal lugar público del palacio, usado para actos oficiales del ducado, además de como sala o Corte para juicios.

Ese mismo año, con ocasión de las fiestas que acompañaron la entrada solemne de la nueva duquesa del Bar, Margarita Gonzaga de Mantua, segunda esposa del príncipe heredero Enrique II de Lorena, fue designado para pintar, que no diseñar, un arco triunfal temporal. Enrique II de Lorena heredaría el ducado de su padre Carlos III de Lorena en 1608. Este arco triunfal clásico, fue el primero de Lorena,y estaba coronado por una estatua de Virgilio, en honor a la ciudad de Mantua, de la cual era originaria la novia. Por otro lado, Bellange diseño y fabricó un carro para utilizar en el ballet que se representó por las celebraciones, con 12 querubines o puttos de papel maché.

En marzo de 1608, justo después de la muerte del duque Carlos III de Lorena, Bellange fue enviado a París, por motivos oficialmente profesionales, para ver los nuevos estilos artísticos de la ciudad, pero probablemente también para una misión diplomática secreta. El rey Enrique IV de Francia, deseaba casar a su hijo, el futuro Luis XIII de Francia con Nicole de Lorena, hija y heredera del duque Enrique II de Lorena, que acababa de nacer.

En este viaje, Bellange cobró 135 francos, pero del cual hay poca documentación, únicamente de fuera de Lorena. Por tanto, no trabajó en las actividades de los funerales del duque al encontrarse fuera.
Ese mismo año, 1608, el duque Enrique II de Lorena, le renovó su confianza, con el encargo de decorar la Nueva Sala del palacio, que llevará a cabo con escenas motivadas por el libro La Metamorfosis, de Ovidio y de moriscos, trabajo por el que se le remuneró con 4.000 francos.

En 1612 se casó con Claude Bergeron, de 17 años e hija de un destacado y rico boticario, con la cual tuvo tres hijos. La dote de la boda fue de 6.000 francos, con la promesa de que la casa de campo de Bergeron se transmitiría a la pareja.

La fecha exacta y la causa de la muerte de Jacques Bellange acaecida en 1616, es desconocida. Su viuda se volvió a casar en 1620 con un cortesano, teniendo otros cinco hijos más y viviendo hasta 1670.

Parece que descuidó la atención hacia los hijos de su primer matrimonio, que había tenido con Jacques Bellange, dos de los cuales parece ser que murieron jóvenes. El mayor de ellos, Henri Bellange (Nancy 1613 - París 1672/1680) también fue artista, siendo más tarde un pintor en París. Este hijo, fue aprendiz en 1626 de Claude Deruet, quien había sido anteriormente también aprendiz de su padre.

Jacques Bellange fue maestro de los artistas Claude Deruet y de Thierry Bellange. Y mantuvo amistad con el canónigo Melchor de la Vallée, quien había bautizado a la princesa Nicole de Lorena.

## Obra
Está generalmente aceptado que 47 de los 48 grabados de Bellange se conservan, junto a una serie de dibujos, siendo todo el material que queda de su arte hasta la fecha.

### Pintura en muros
La mayoría de las pinturas que llevó a cabo Jacques Bellange fueron decoraciones realizadas en las paredes del Palacio Ducal de Nancy, así como otros edificios oficiales. Actualmente se han perdido todas, ya que fueron destruidas.

Quedan una quincena de dibujos y bocetos, de los cuales el museo lorenés de Nancy posee una docena.

### Grabados

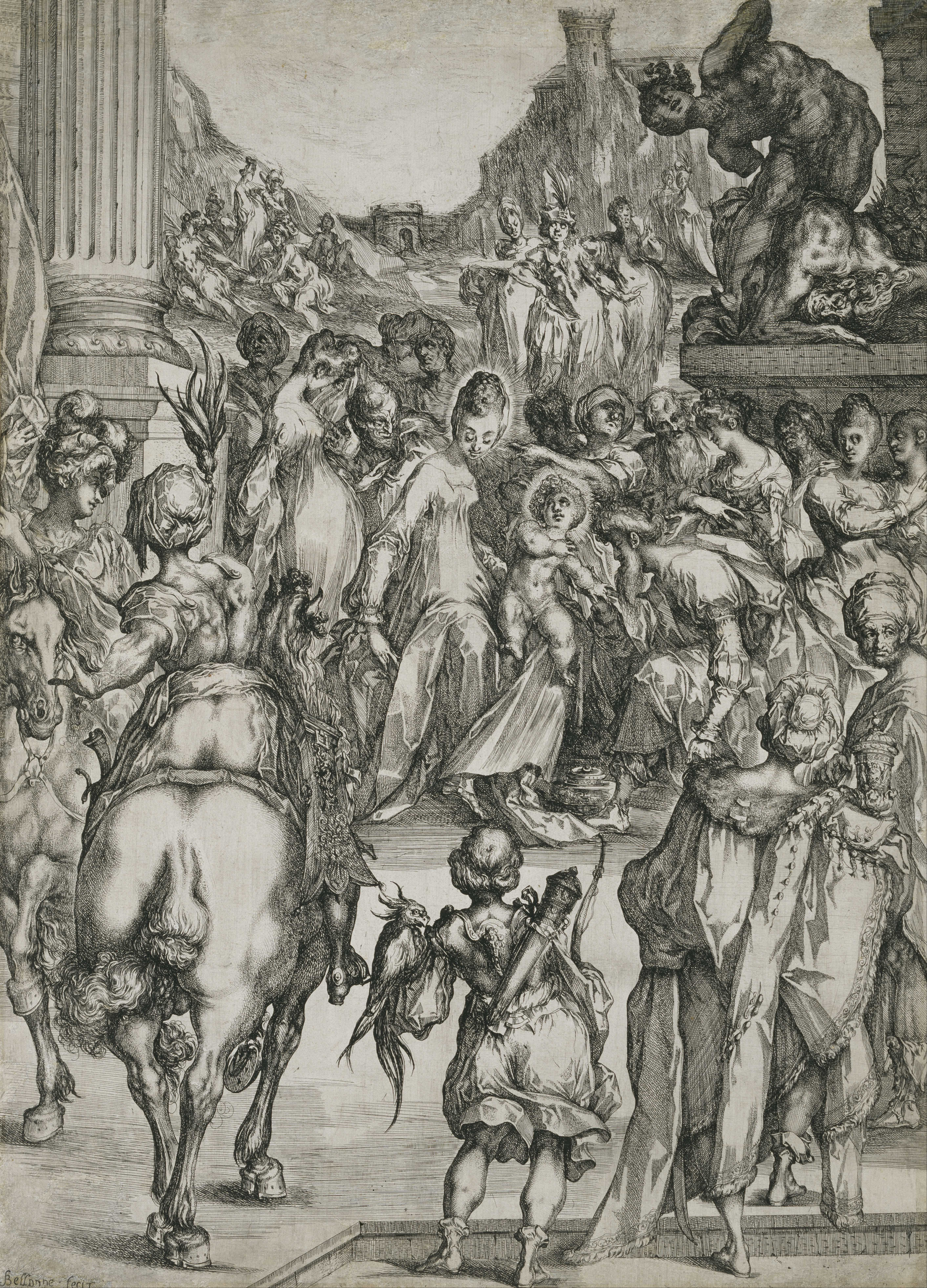
La Adoración de los Reyes Magos, 596 x 429 mm, es el grabado mayor de Bellange.

Por lo que es más conocido este artista es por sus grabados al aguafuerte, cuyos trabajos han sido muy copiados y coleccionados a lo largo del siglo XVIII. Los motivos sobre los que ha trabajado han sido muy variados: La Biblia, la vida de la Santa Virgen, la historia y la mitología, escenas sobre milagros o militares.

Posiblemente amplió su reputación en el pequeño mundo de Nancy como consecuencia de empezar a trabajar en el arte del grabado al aguafuerte y tuvo más éxito en este arte.

Su estilo es una versión particular del Manierismo nórdico holandés de artistas como Bartholomeus Spranger y Hendrik Goltzius, pero utilizando una técnica aprendida de grabadores italianos como Federico Barocci y Ventura Salimbeni en lugar de la técnica de grabado holandesa. Sue Welsh Reed describe su técnica más parecida como los grabadores de la Escuela de Fontainebleau, mientras que para A. Hyatt Mayor, combina elementos italianos "con una total emoción y sentimiento que es alemana y una intrincada elegancia femenina que es enteramente francesa"..

Anthony Blunt tuvo una opinión crítica durante el siglo XX, que vio su trabajo como:

"el final de una larga evolución de un tipo particular de Manierismo en el cual una forma mística personal de vivencia religiosa es expresada de unas formas que a primera vista aparecen simplemente de una elegancia aristocrática vana. El creador de esta costumbre o estilo fue Parmigianino, que creó muchos de los estilos que luego serían utilizados por sus seguidores, como por ejemplo el alargamiento de las figuras, las cabezas pequeñas en proporción a los cuellos, la tensión, las cortinas de barrido, las posiciones nerviosas de las manos o la dulce sonrisa en estado de éxtasis, con la cual las personas de religión Protestante solo ven personas enfermas e hipócritas, pero que incorpora una particular forma de sentimiento místico".

No hay concesiones al realismo en su trabajo. Predominan las figuras femeninas, que son la mayoría, pero no sólo de la Virgen, vestidas en una mezcla imaginativa de un moderno estilo cortesano con antiguos ropajes. Los hombres, mayormente visten versiones imaginativas de uniformes de desfile de la Antigua Roma, mezclados con elementos orientales e incluyendo algunos de los mejores elaborados calzados vistos en el arte. Su trabajo para la corte en el diseño de algunos modelos para disfraces o ballets podría haber sido un motivo de influencia y se ha sugerido que "Las cuatro mujeres jardineras" están relacionadas con diseños especiales de vestidos.

Como efectos habituales en sus trabajos incluye la manipulación del espacio, así como primeros planos con figuras alargadas vistas desde atrás. En Los Apóstoles y en Los Reyes Magos, sitúa grupos de figuras individuales con una vista única desde atrás, sin poder distinguir sus rostros. Técnicamente hace gran uso del "graneado", un estilo en algunos aspectos similar al "puntillismo", y también el bruñido, para conseguir efectos de luz y transmitir texturas.

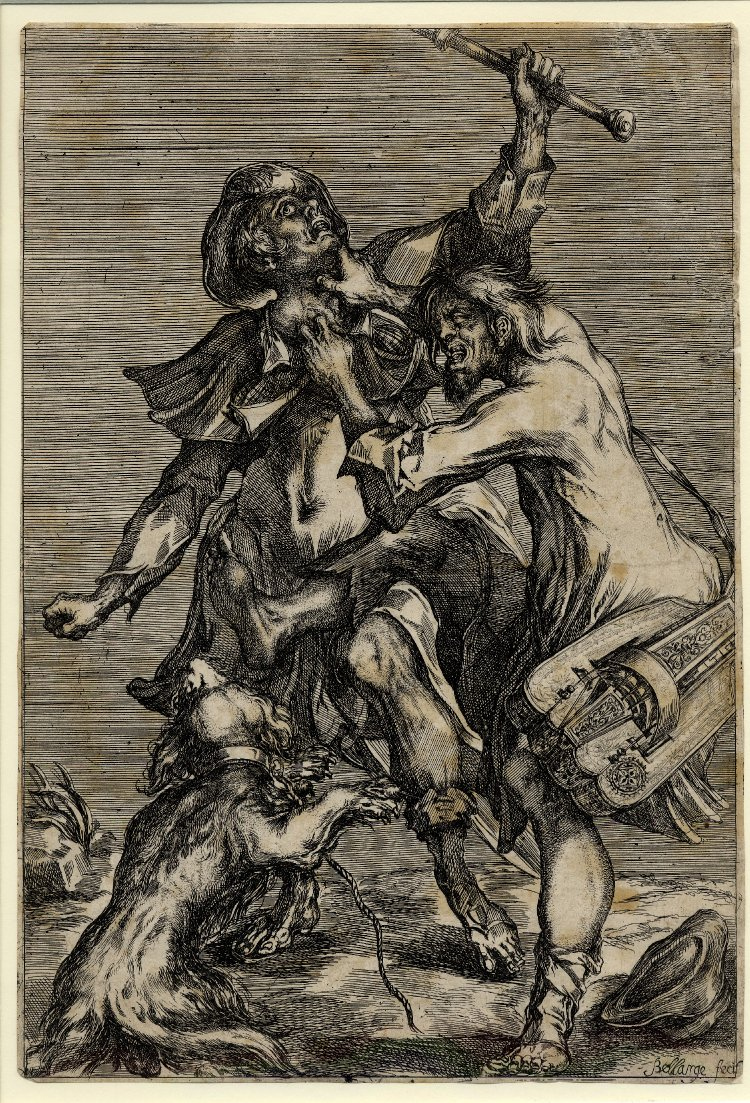
Zanfonero atacando a un peregrino, uno de los dos únicos grabados de pintura de género.

Sus dos grabados con un hombre con una zanfona vienen de un mundo muy diferente de la vida diaria y el realismo, donde la violencia del más fuerte era normal en esta época, anticipando temas que serán aceptados en décadas posteriores por el, un poco más joven, artista lorenés Jacques Callot así como otros.

Su primera incursión en el arte del aguafuerte o grabado parece ser un autorretrato, insertado como parte de un aguafuerte más grande con motivo de la ceremonia de entrada del nuevo duque Enrique en Nancy en 1610. El impresor ya consolidado, Friedrich Brentel, y su entonces joven ayudante Matthäus Merian, que más tarde sería un gran fabricante de mapas y vistas de ciudades, había sido requerido para producir una serie de cuadros que describieran los funerales del anciano duque Carlos, que falleció en 1608, y también para las celebraciones por el nuevo duque, una vez que el duelo o luto hubiera terminado. Compuso una serie de 10 cuadros o grabados, mostrando un gran grupo de cortesanos montados a caballo, como parte de un cortejo o desfile, pero en 1971 se dieron cuenta de que una de las figuras y su caballo, estaba grabado en un estilo completamente diferente, en el cual se puede apreciar un estilo similar al de otros cuadros de Bellange. Actualmente se acepta que Bellange convenció a Brentel, o quizás al revés, para grabarse a sí mismo. Esto podría haber ocurrido sobre 1611 y aparece en un ex-libris que está datado en 1613. Después de esto, ninguno de sus cuadros o grabados está datado, aunque la mayoría sí están firmados.

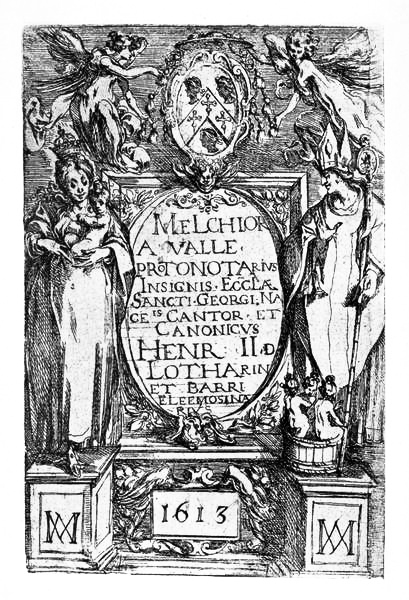
Ex-libris atribuido Bellange.

Algunos expertos han hecho tentativas de ordenar cronológicamente sus grabados, principalmente en el periodo comprendido ente 1613 y 1616, basándose en la mayor confianza, seguridad y habilidades que muestran sus trabajos, con respecto a la media de otros grabados, los cuales fueron generalmente complementados con una cantidad limitada de inscripciones en los grabados, y en unos pocos casos, con toques en la matriz de la plancha del grabado. Sin embargo, Griffiths y Hartley son prudentes a la hora de afirmar esto, ya que las diferencias de técnica pueden surgir a partir de los diferentes requisitos de las planchas individuales que muestran su destreza en los aguafuertes.

Por otro lado, Sue Welsh Reed, hace muchas observaciones a la hora de situar cronológicamente las planchas matrices individuales, situando trabajos como La Anunciación o La Piedad entre los últimos, notando además un incremento y mejora de la habilidad en la composición como consecuencia de su progreso.

Está documentado que la viuda de Bellange poseía 22 de sus planchas grabadas en 1619, entre las que probablemente se incluirían las 18 que fueron más tarde vueltas a publicar por Jean Le Blon, editor parisino, que añadió su nombre a las planchas. Esto indica que mientras Bellange vivió supervisó la impresión de sus planchas personalmente.

Al menos desde 1615 había una imprenta para grabado a buril en láminas de cobre, una pieza diferente del equipamiento de la imprenta de libros, en Nancy. La distribución de las láminas a través de redes de comerciantes por toda Europa fue haciéndose cada vez vez más eficaz. Matthias Merian, a quien Bellange habría conocido de una visita en 1610 o 1611, hizo 11 copias falsas de trabajos de Bellange a través de un editor en Estrasburgo, posiblemente a primeros de 1615. Una copia de una impresión de La Piedad de Bellange fue comprada por el escritor John Evelyn en Roma en 1645 y el erudito Cassiano dal Pozzo habría comprado varios aguafuertes también en Roma sobre 1650.

Los temas de los grabados de Bellange pueden resumirse en:
- Cinco grandes cuadros de temática sobre narraciones religiosas: Adoración de los Reyes Magos, Cristo llevando la Cruz, El Martirio de Santa Lucía, La Resurrección de Lázaro, Las tres Marías en el Sepulcro.
- Pequeños cuadros religiosos con varias Vírgenes con Niño.
- Un incompleto conjunto de figuras de Cristo, San Pablo y los Doce Apóstoles, algunos con dos versiones. Son 16 en total.
- Un grupo de tres figuras de Los Tres Reyes Magos.
- Cuatro figuras de mujeres jardineras u hortelanas.
- Dos temas diferentes en los que aparece un hombre con zanfona.
- Dos imágenes con temáticas de la mitología clásica: "La muerte de Porcia" y "Diana y el Cazador", también llamado Orión.
- Una fantasía arquitectónica o capricho, "Figuras militares fuera de la ciudad", con un tema clásico que actualmente no está claro.

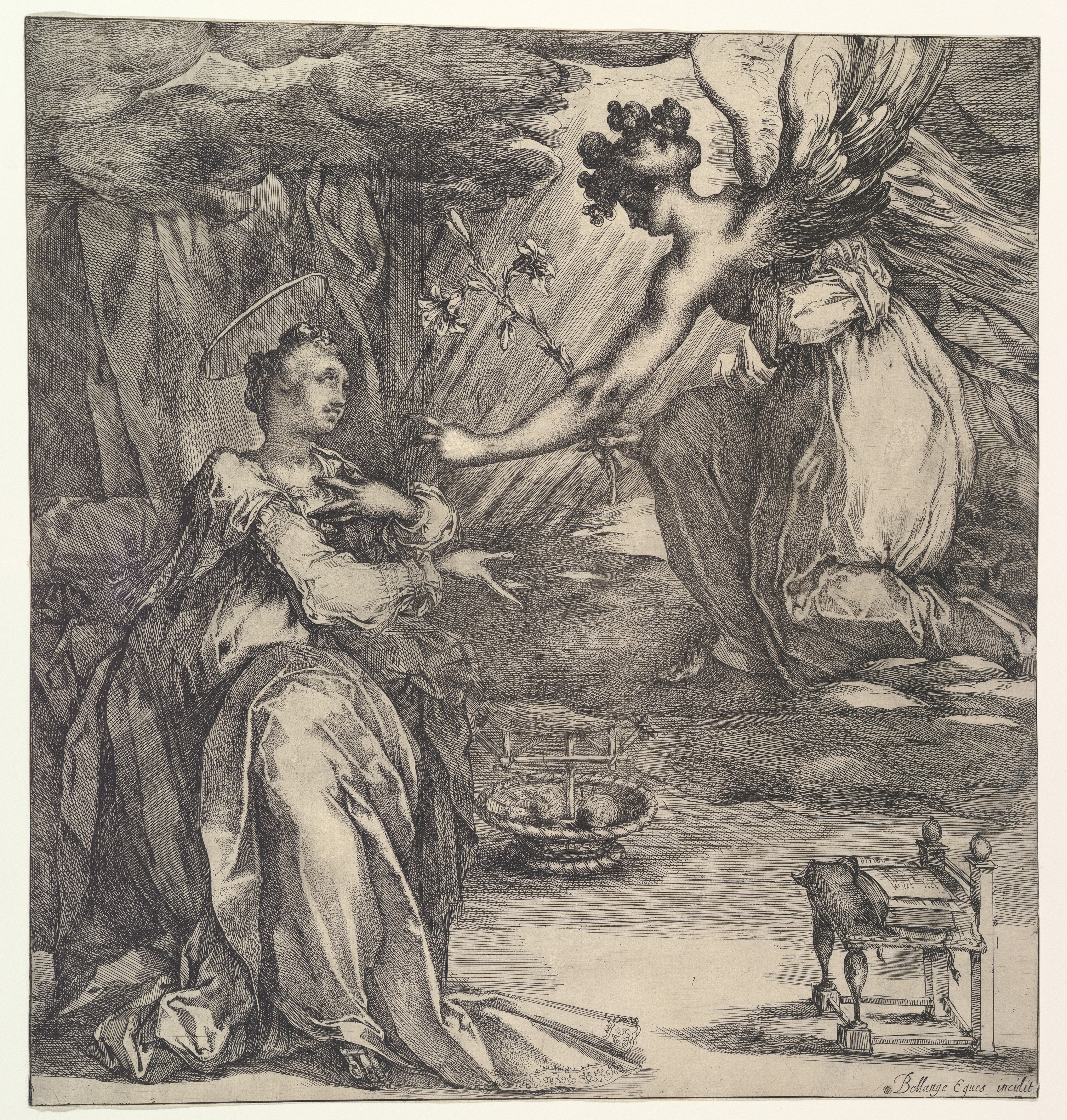
Anunciación
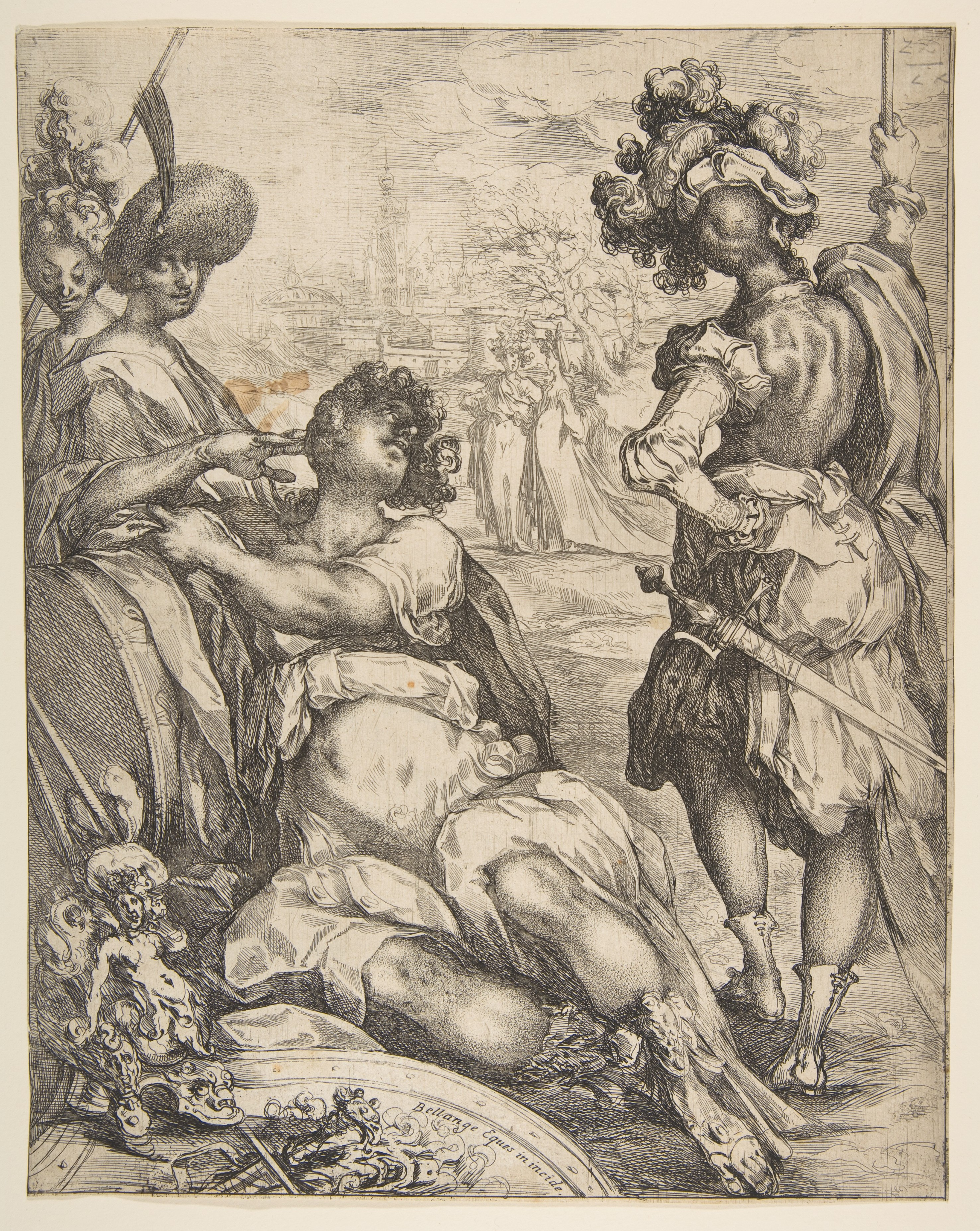
Figuras militares fuera de la ciudad
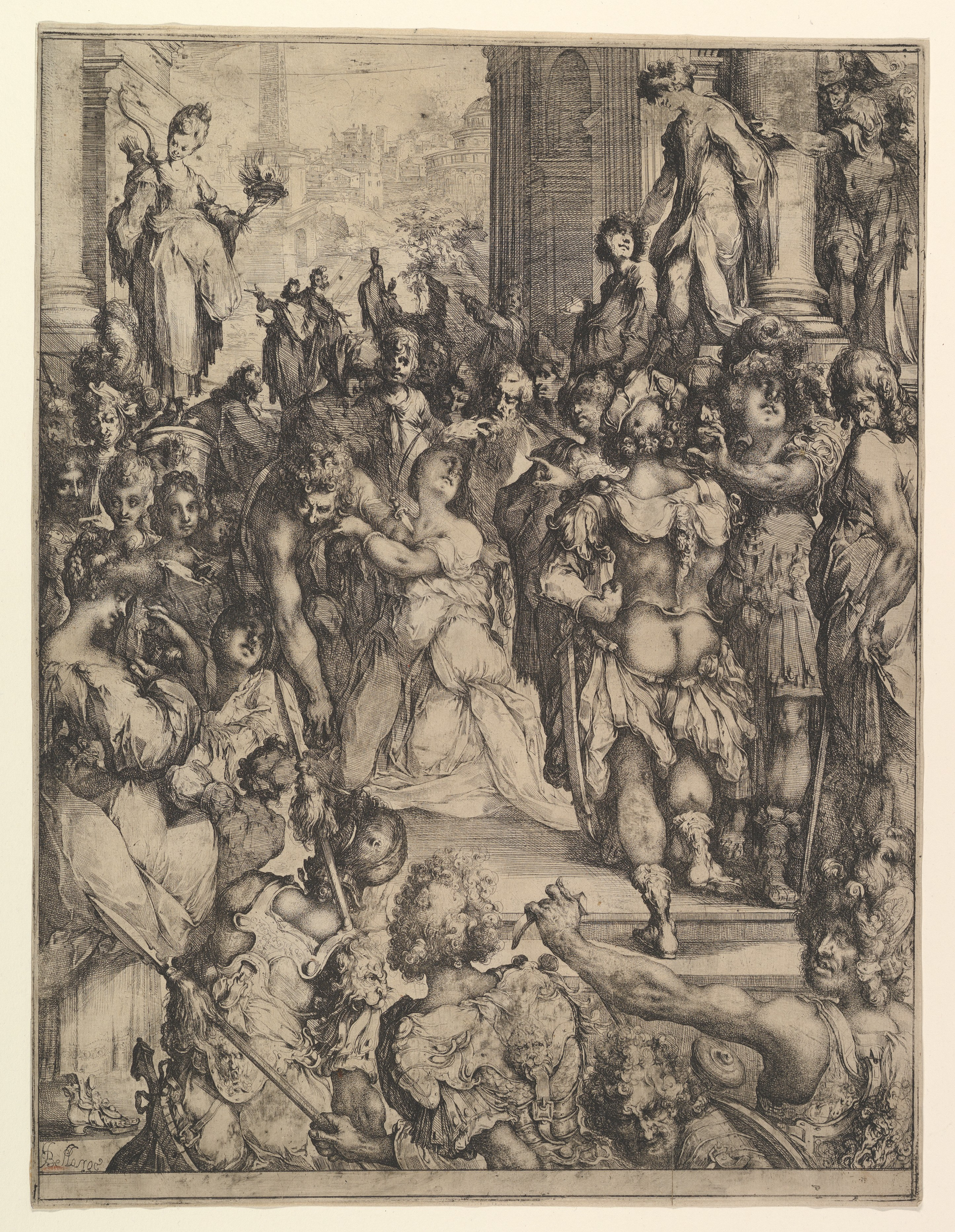
El Martirio de Santa Lucía
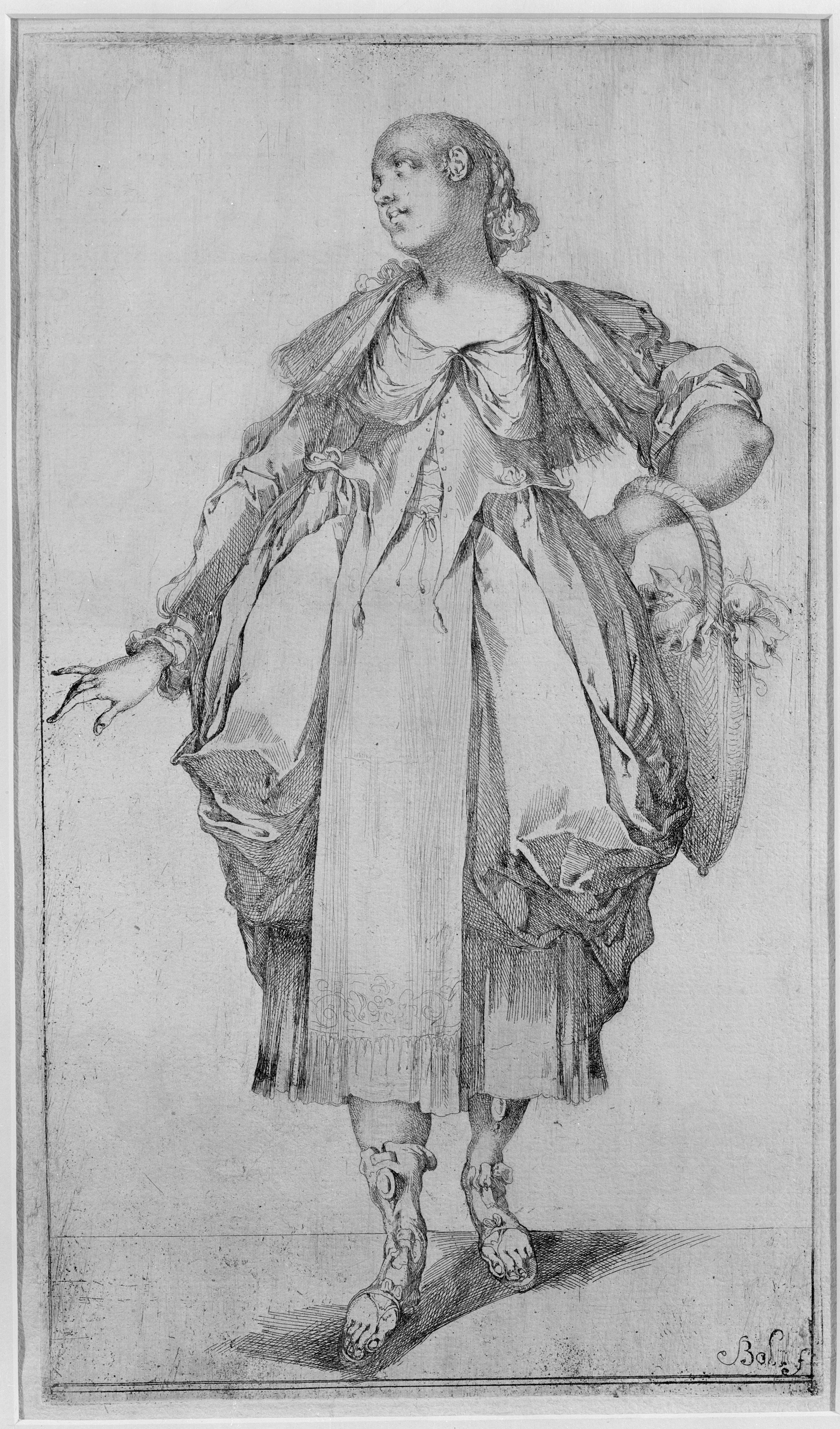
Jardinera con cesta, una de las cuatro "Hortelanas"
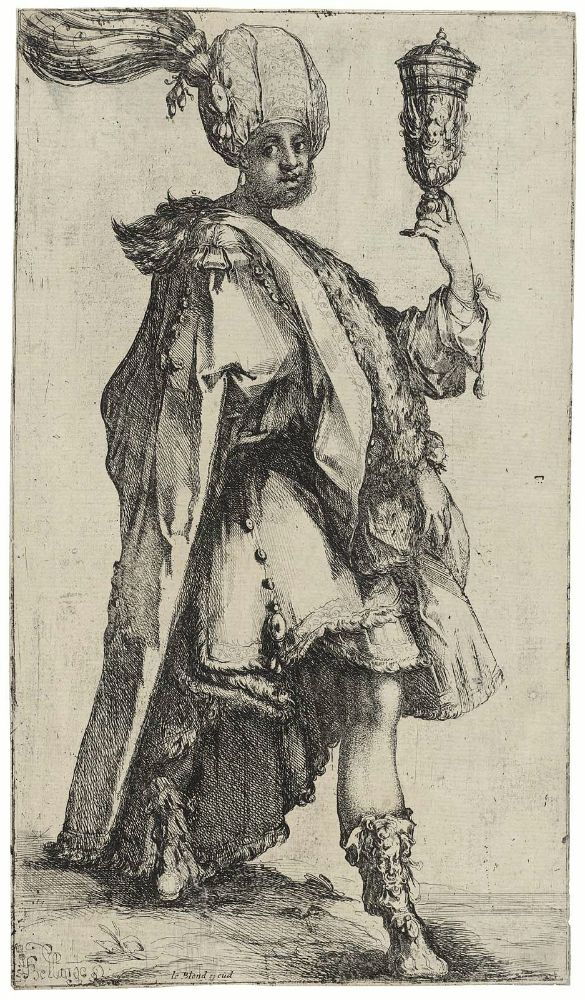
Baltasar, uno de los Tres Reyes Magos
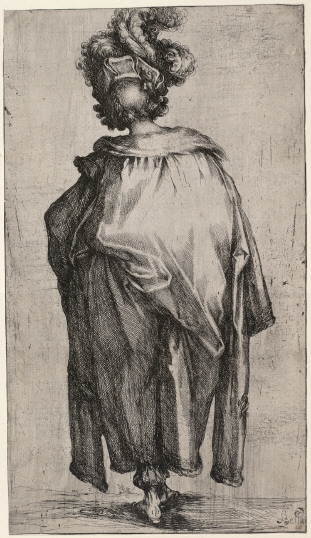
Melchior, otro Rey Mago
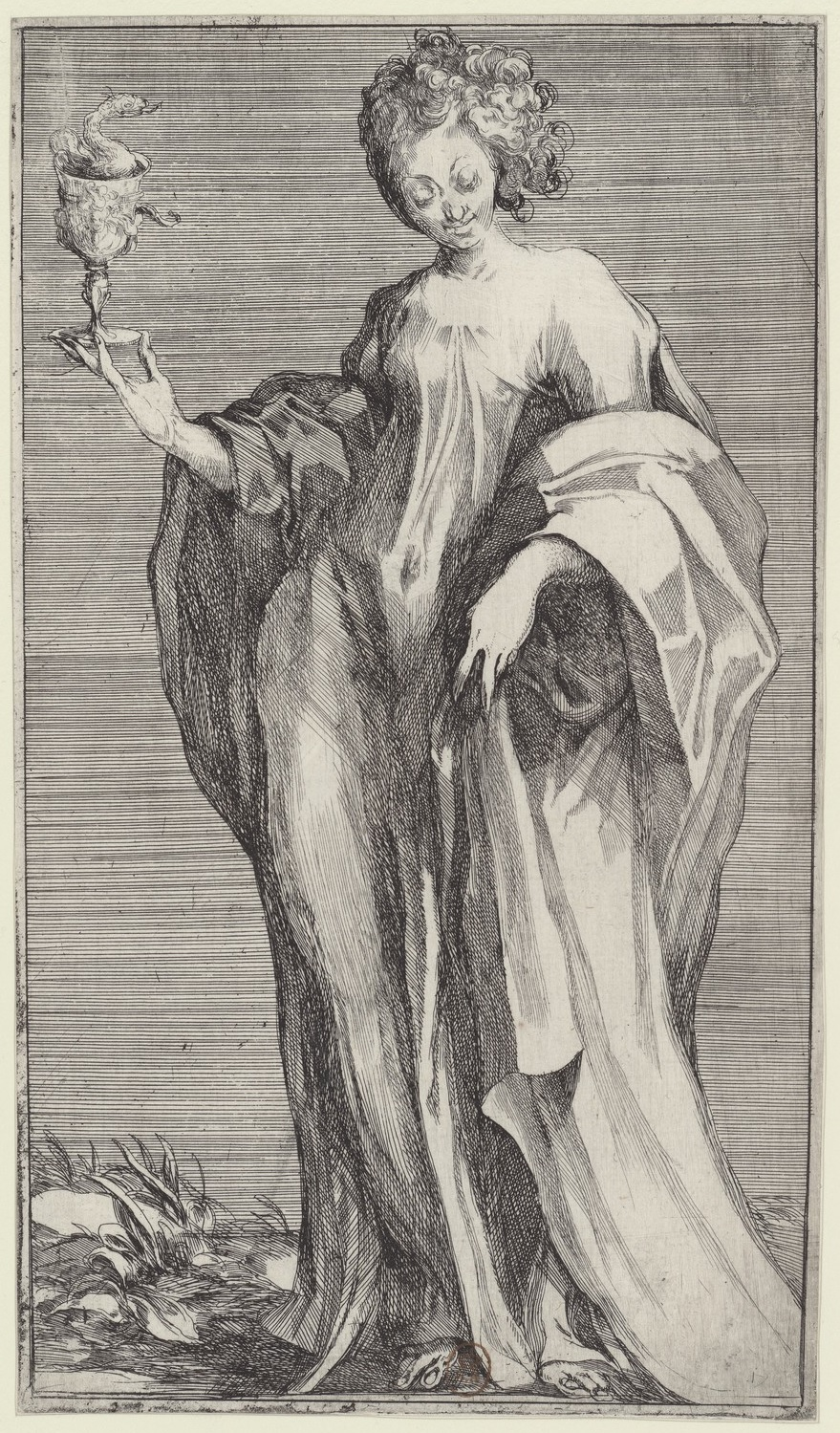
El apostol San Juan
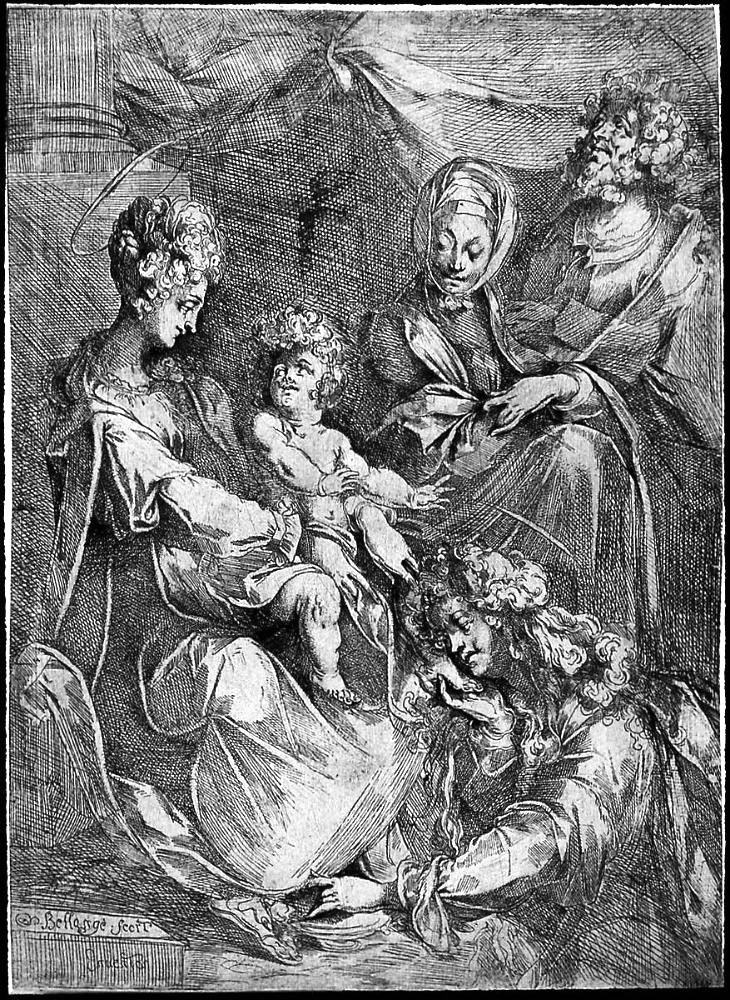
La Virgen y el Niño con la Magdalena y Santa Ana

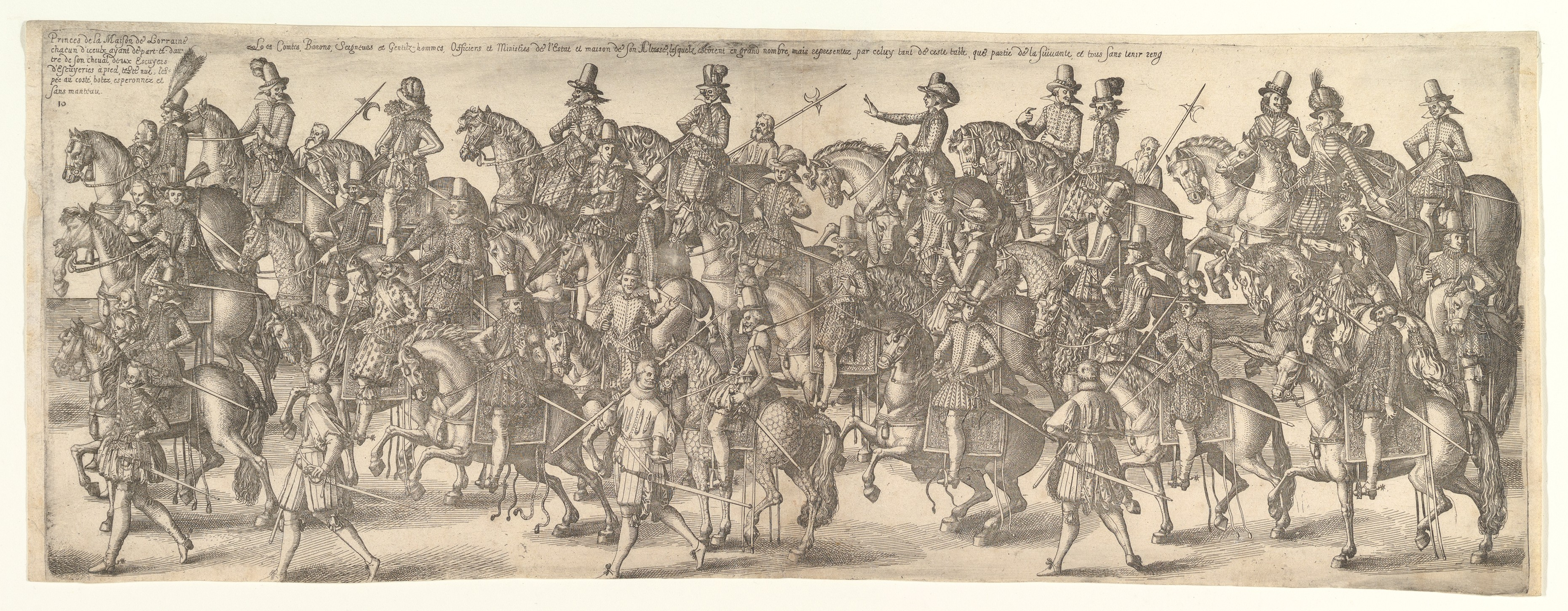
Plancha del funeral de Carlos III de Lorena.

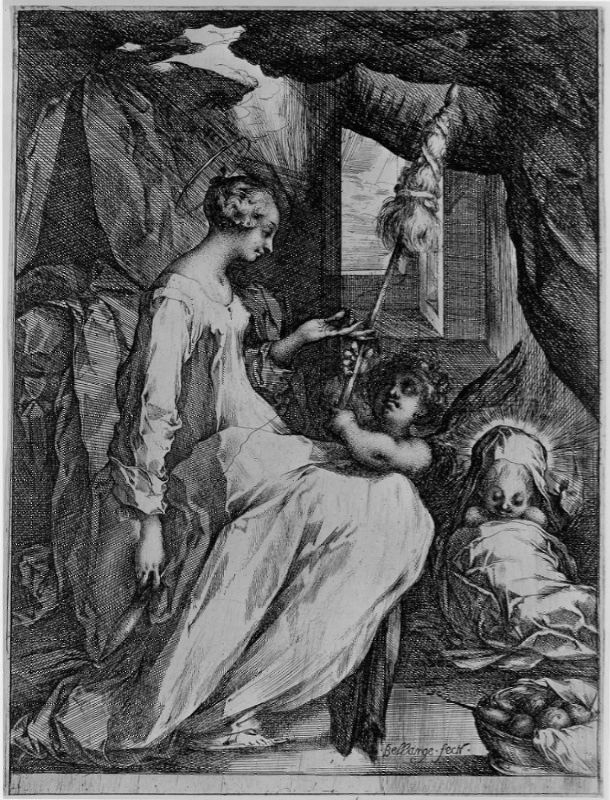
La Virgen con un huso

### Cuadros

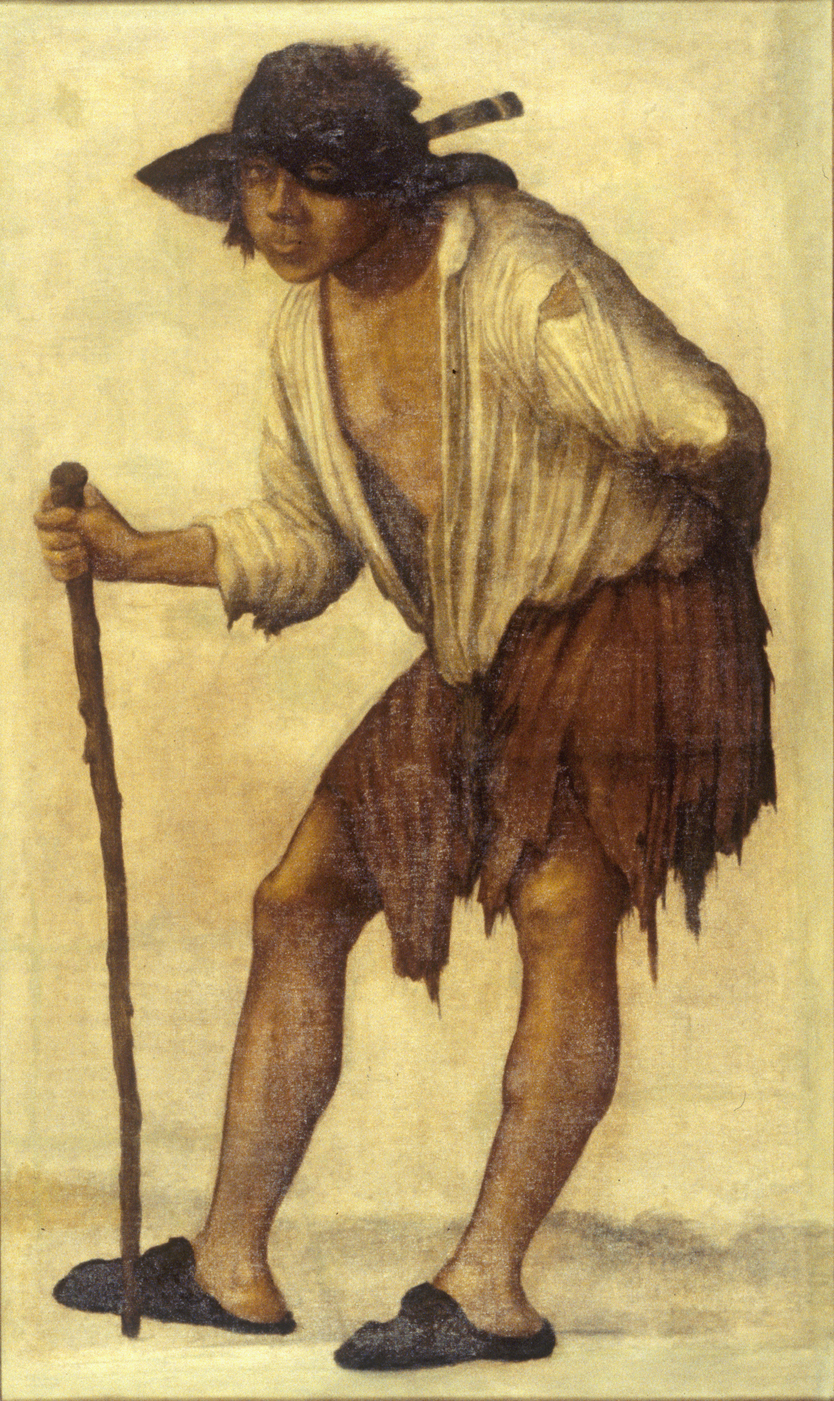
Mendigo mirando a través de su sombrero, en el Walters Art Museum, de Baltimore, atribuido a Bellange.

Actualmente no hay ningún cuadro atribuido a Bellange que esté firmado. Un número de cuadros de caballete se le han atribuido, pero hay poco consenso entre las precisiones de las atribuciones de los historiadores del arte y los trabajos cuyo nivel ha ido variando en relación con el estilo particular de los grabados de Bellange.

Una Lamentación de Cristo, del Museo del Hermitage, en San Petersburgo, ha sido atribuida a Bellange desde 1971, y un dibujo relacionado con el cuadro, es posible que también lo sea, pero el lienzo del Hermitage es descrito por Griffiths y Hartley como "un objeto bastante desagradable, con morbosos tonos color carne que han hecho creer a muchos que esta obra no podría ser de la mano de Bellange".

Otras obras que están en una situación similar son San Francisco en éxtasis sostenido por dos ángeles, en Nancy y un par de paneles de La Virgen y el Arcángel de la Anunciación en Karlsruhe.

Para sus contemporáneos de Nancy, Bellange debería haber sido conocido principalmente como un pintor de la corte, pero no hay descripciones completas de sus trabajos que hayan llegado. Aparece en documentos como un pintor de una serie de retratos, de los cuales ninguno habría sobrevivido.

El cuadro "Un mendigo mirando a través de su sombrero", en el Walters Art Museum de Baltimore, que atribuyen a Bellange, fue donado por el antiguo espía soviético Michael Straight (1931–2004): "Dado el carácter reservado del hombre representado, mirándonos a través del agujero de su sombrero, el cuadro debería haber tenido un encanto particular para su anterior dueño", sugiere el museo. 
Se ha especulado sobre si algunas de sus grabados son versiones de sus cuadros, pero no hay evidencias de ello, y las pruebas de cambios de composición durante los procesos de grabado en algunas estampas van en contra de la teoría.

### Dibujos
Entre 80 y 100 dibujos atribuidos a Bellange perduran, aunque varios de ellos podrían no ser aceptados por todos los organismos expertos. No existe un catálogo razonado de consulta, desarrollado por expertos, en el que se documenten y describan todos los grabados y obras conocidas realizados por este artista.

La concentración en temáticas religiosas en sus grabados es menos marcada en sus dibujos. Solo un dibujo, que es claramente la preparación para un trabajo de un aguafuerte sobrevive, "La Virgen y el Niño con Magdalena y Santa Ana" en Yale, el cual ha sido muy estudiado y fue aparentemente analizado con un lápiz óptico sin tinta, para trasladar los principales contornos y líneas sobre la plancha al comienzo del trabajo de grabado. Otro dibujo en el Louvre es de un grupo de figuras con un fondo de otro grabado, y varios dibujos son similares a los grabados pero con una composición diferente, por lo que quizás fueran los primeros bocetos, "los dibujos son casi siempre espontáneos, rápidos y tensos" y principalmente a menudo mojados.

También perduran otros dibujos sin relación con sus grabados. Entre 1600 - 1602, anteriormente a ser conocido de haberse grabado a sí mismo, Bellange sustituyó al prolífico impresor de grabados flamenco Crispijn de Passe, muy conocido en Inglaterra por su grabados sobre la Conspiración de la pólvora unos años más tarde, quien estaba entonces viviendo en Colonia (Alemania), realizando dibujos para ocho impresiones que Crispijn de Passe grabó, reconociendo los méritos de Bellange con el diseño en la lámina. Cinco de ellos fueron una serie llamada "Mimicarum aliquot facetiarum icones ad habitum italicum expressi" o "Caracterizaciones de algunas graciosas ocurrencias representadas al estilo italiano".

Un dibujo de una sola figura luego descrita como de Hércules, fue vendido por la extraordinaria cantidad de más de 600.000 € en la casa de subastas Sotheby's en el año 2001, y ahora está en el Museo Metropolitano de Arte, de Nueva York, el cual ha decidido que representa a Sansón.

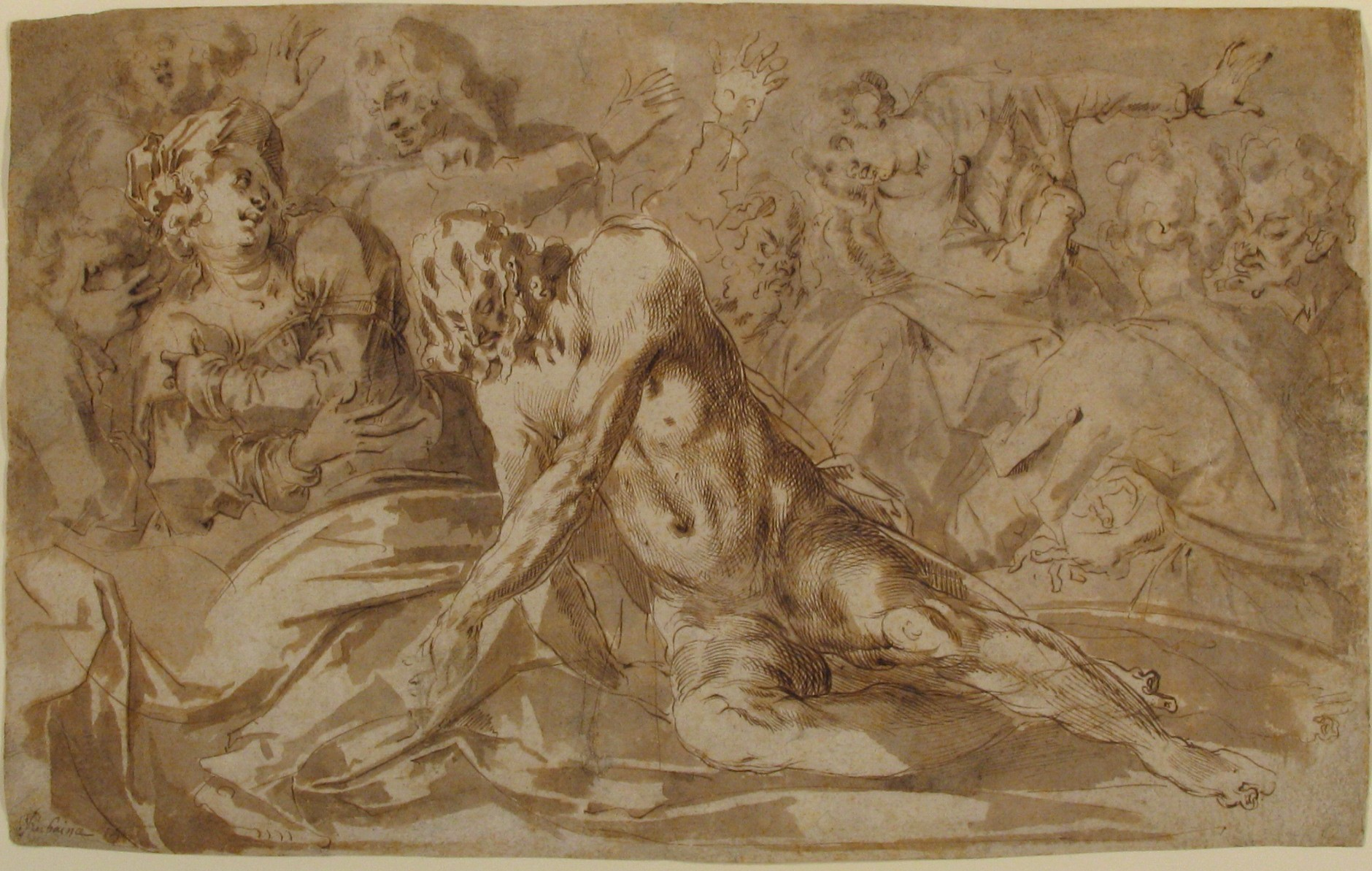
La Resurrección de Lázaro, Museo Metropolitano de Arte
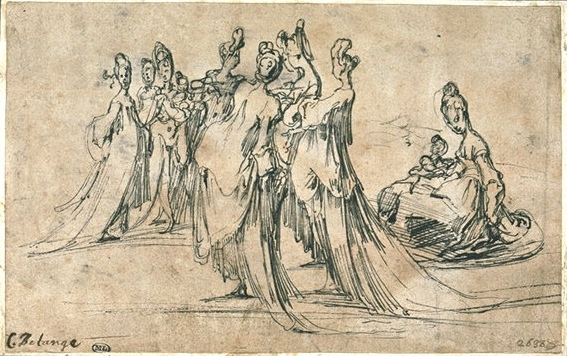
Estudio de base para un grupo en "La Resurrección de Lázaro, Museo del Louvre
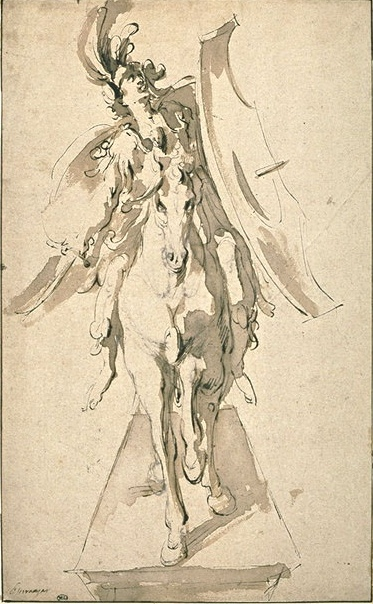
Estatua ecuestre, Museo del Louvre
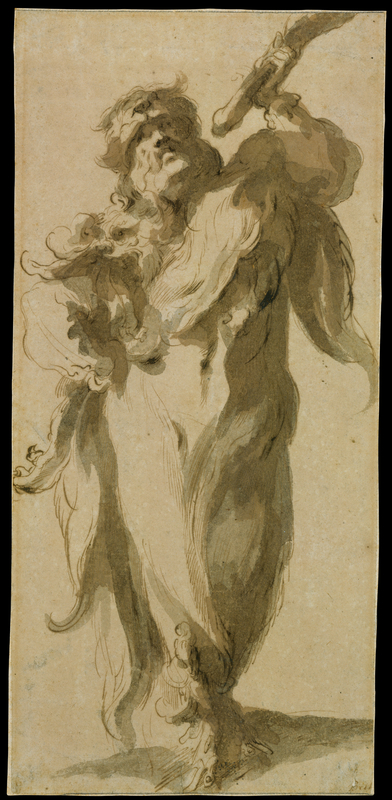
Sansón o Hércules, Museo Metropolitano de Arte
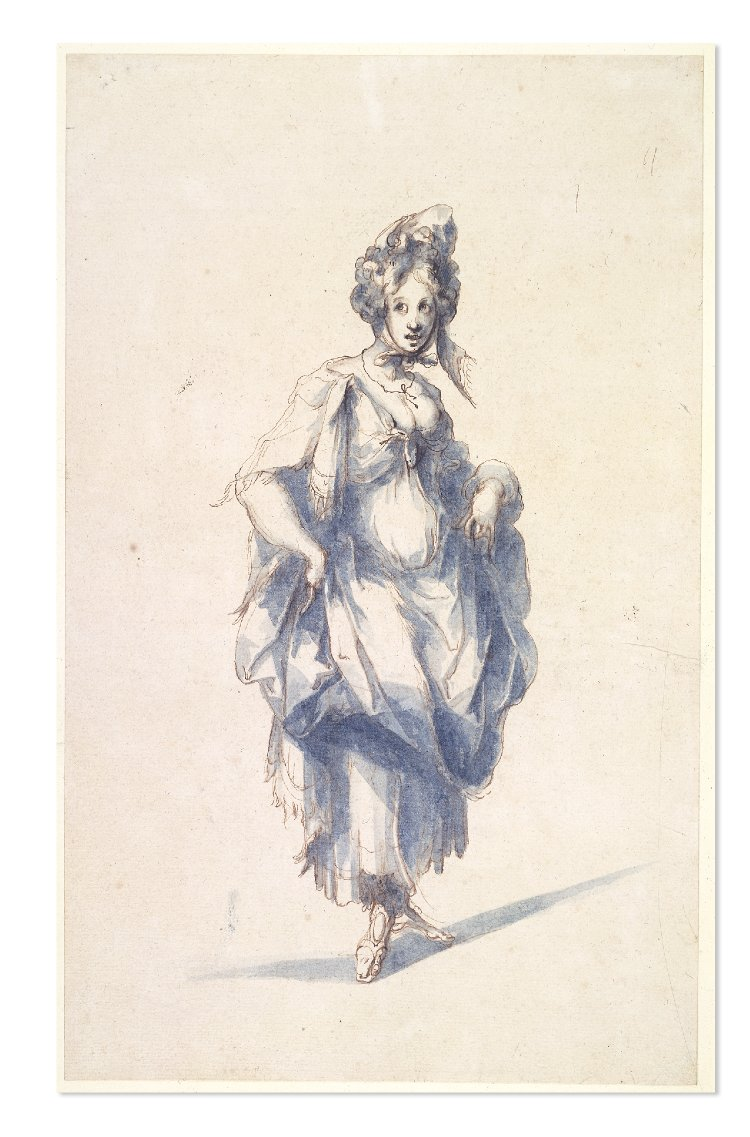
Figura de mujer joven, Museo Británico

## Reconocimiento

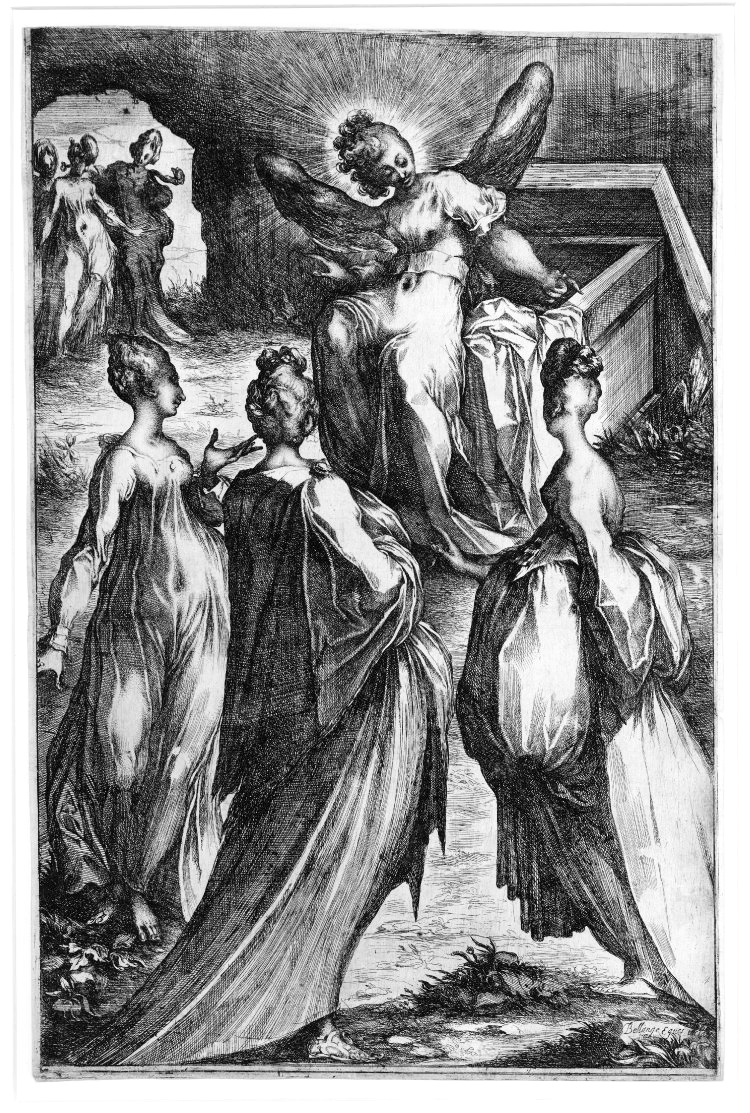
Las tres Marías en el Sepulcro

La reputación de Bellange fue justamente difundida pronto después de su muerte, presumiblemente en gran medida por sus grabados. Las imitaciones hechas por Merian y otros, las reimpresiones de Le Blond en París y la gran cantidad de grabados que han perdurado, muchas de placas desgastadas tras un gran número de impresiones, muestran que sus grabados fueron apreciados y tuvieron un próspero mercado. Muchos grabados tienen antiguas inscripciones, atribuyéndolas a él, las cuales muchas veces no son apoyadas por expertos modernos, que sugieren que una atribución a Bellange era un interesante motivo para poseerlo. En 1620 Balthazar Gerbier, amigo de Rubens y un importante mediador flamenco de coleccionistas de arte, como George Villiers (político inglés) Primer Duque de Buckingham, o Carlos I de Inglaterra, escribió un poema a la memoria de Hendrick Goltzius, escribiendo en una parte: "Italia presume de Rafael y Miguel Ángel, Alemania de Alberto Durero, Francia de Bellange". En otro poema de 1652, de París, Bellange es incluido en una lista parecida de grandes nombres del arte.

Por esta época, sin embargo, el gusto en el arte francés por una nueva y clásica forma del Barroco que se había establecido desde 1620, fue reduciendo el aprecio por la obra de Bellange, cuyo prestigio continuó cayendo, conjuntamente con el manierismo en general. Por la misma razón, no hay artistas que se puedan considerar directamente influenciados por el estilo de Bellange. 

En contraste con los alemanes e italianos, los artistas franceses no tienen una gran recopilación de biografías hasta el final del siglo, aunque el gran coleccionista de pintura Michel de Marolles estaba al tanto de 47 o 48 grabados de Bellange, la mayoría de las cuales estaban en sus colecciones, que podrían no ser exactamente los mismos que aparecen en trabajos más actuales, pero si en gran parte.

Sobre la mitad del siglo XVIII, el coleccionista y gran autoridad francesa, Pierre-Jean Mariette, fue desdeñoso y despreciativo sobre el grabador: "Bellange es uno de esos pintores cuyas libertinos modos, totalmente apartados de un estilo propio o correcto, merece grandes desconfianzas. A pesar de esto tuvo sus seguidores y Bellange fue muy popular ...Varias obras suyas son conocidas, pero que no se pueden mirar con facilidad, tan malo es su gusto".

Otra opinión de 1767 fue citada, posiblemente por A. P. F. Robert-Dumesnil en su "Biographical dictionary Le Peintre-Graveur Français" (1841), juzgando que los grabados de Bellange eran "mucho más estrafalarios que juiciosos y muy poco apropiados", a pesar de que Robert-Dumesnil reconoció que su estilo tenía cosas en común con el Romanticismo.

Muchos compendios lo omiten simplemente, incluso hasta el final de los años 20 del siglo XX.

La recuperación de Bellange vino con una importante revisión general en el Manierismo. Ludwig Burchard escribió un artículo sobre Bellange en 1911, con elogios a su trabajo aunque de una forma cautelosa. Una interesante conferencia del historiador de arte vienés Max Dvořák, "Über Greco und den Manierismus", publicada en 1921, se centró en cuatro artistas: Miguel Ángel, Tintoretto, Bellange y el más denigrado El Greco. Bellange aparece como un tendencia intelectual y su trabajo fue interpretado de diversas maneras. La historiadora de arte alemana Erica Tietze-Conrat, siguió una interpretación freudiana de la obra: "La manera en que el artista entiende las formas es enérgicamente sexual, incorrectamente sexual, y totalmente auténtico, dado que refleja el subconsciente del artista. De otra manera nunca hubiera dibujado a San Juan en la serie de los Apóstoles con aire femenino... El Ángel de la Anunciación es hermafrodita, pero no mezclado sino con marcadas características de cada sexo...".

Otra costumbre que se ve reflejada en la cita de Anthony Blunt, que siguió a Otto Benesch al colocar a Bellange en el contexto de una variedad de misticismo gótico que penetró en el arte renacentista francés.

## Exposiciones
- La primera exposición dedicada a Jacques Bellange tuvo lugar durante 1931/32 en el museo Albertina de Viena, Austria.
- Otra exposición importante se llevó a cabo durante 1975 en EE. UU en las ciudades Des Moines, Boston y New York, basándose en la excelente colección que el Museo de Bellas Artes de Boston había acumulado a lo largo de las anteriores décadas.[41]
- Durante 1997, una exposición europea, basada en una colección privada de EE. UU. se llevó a cabo en el Museo Británico de Londres, el Museo Nacional de Ámsterdam o Rijksmuseum, la Galería Nacional de Dinamarca, así como en el Museo de Arte Carnegie en Pittsburgh, EE. UU.[42]
- Otra exposición se celebró en Rennes, Francia, en 2001.[43]
- Bellange también ha destacado en diversas exposiciones, con temáticas de un contexto más general de la época.
- Hay un catálogo razonado de sus grabados hecho por Nicole Walch "Die Radierungen des Jacques Bellange", (1971) publicado en Múnich.[44]